# Скендерија (албум)
Скендерија је први уживо албум соло каријере Младена Војичића Тифе, који је снимљен на његовом концерту на Скендерији, који се одржао 5. октобра 2001. године. Албум је објавио In Takt Records на касети и CD-у.

## Списак песама
| №   | Назив                                        | Трајање |  |
| 1.  | Зову ме моји анђели                          |         |  |
| 2.  | Ова ноћ је за нас створена                   |         |  |
| 3.  | Ти и ја                                      |         |  |
| 4.  | Цура као ти                                  |         |  |
| 5.  | Није то љубав                                |         |  |
| 6.  | Нису сви будале као ми                       |         |  |
| 7.  | Не питај ме (дует са Милићем Вукашиновићем)  |         |  |
| 8.  | 100% (дует са Милићем Вукашиновићем)         |         |  |
| 9.  | Стипу гатибо (дует са Милићем Вукашиновићем) |         |  |
| 10. | Буди ту                                      |         |  |
| 11. | Липе цвату                                   |         |  |
| 12. | Бараба (дует са Елвиром Рахић)               |         |  |
| 13. | Јер кад остариш                              |         |  |
| 14. | Јави се                                      |         |  |
| 15. | Босанац                                      |         |  |
| 16. | Лажеш злато                                  |         |  |
| 17. | Кише јесење                                  |         |  |